# S.D.I.
S.D.I. ist eine deutsche Speed-Metal-Band.

## Bandgeschichte
Gegründet wurde S.D.I. in Osnabrück von Black-Jack-Co.-Mitglied Reinhard Kruse und dem Schlagzeuger Ralf Maunert im Jahr 1985. Hinzu kam Franck Tiesing, der ehemalige Gitarrist von Black Jack Co. Nach dem Demo Bloodsucker im Jahr 1986 folgte das Debütalbum Satan's Defloration Incorporated, danach 1988 Sign of the Wicked. Franck Tiesing verließ die Band 1988 und wurde durch Rainer Rage ersetzt, der auf dem 1989 erschienenen Album Mistreated zu hören ist. Ein Musikvideo von "Violence" wurde produziert. Nach der anschließenden Tour löste sich die Band Anfang 1991 auf. Im Jahr 1992 nahm Reinhard Kruse mit der Hilfe von Jürgen Uthleb (Gitarre) und Christoph Olbrich (Drums) eine Reihe von Songs auf für ein 4. Album ein, das "Looking good" heißen sollte. In dieser Besetzung spielte SDI einige Konzerte in Norddeutschland. Nachdem jedoch der erhoffte Erfolg ausblieb, trennte sich SDI 1992. Reinhard Kruse, Ralf Maunert, Bülent Sendallar, Stefan "Phøn" Goedereis gründeten 2002 Die Ingjenøre.
2005 veröffentlichte Battle Cry Records alle Alben von S.D.I neu, dabei wurden auch Aufnahmen zum vierten, unveröffentlichten Album verwendet.
In den Jahren 2013 entstand die Website www.sdi-metal.com und der YouTube-Kanal "SDIMetal" als SDI Video Channel. Seitdem wurden in regelmäßigen Abständen Live-Videos der Band veröffentlicht. Im Dezember 2014 postet die Band auf der neuen Band-Website ein Proberaum-Video von "I don't care" vom Debüt-Album  Satan's Defloration Incorporated und kündigte ihren ersten gemeinsamen Auftritt in Original-Besetzung (Ralf Mauert, Rainer Rage, Reinhard Kruse) für das "Metal Assault V" -Festival in Würzburg am 31. Januar 2015 an. In dieser Besetzung spielte SDI zahlreiche Konzerte in ganz Europa, bevor im Jahr 2016 erneut Christoph Olbrich die Drums übernahm. Nach vielen weiteren Auftritt, die die Band u. a. auch nach Japan führten, verließ Rainer Rage aus gesundheitlichen Gründen die Band. Daniel Haverkamp übernahm fortan die Gitarre. In dieser Besetzung wurde weiter getourt und im Dezember 2017 des "Ballrun"-Demo mit 3 neuen Stücken veröffentlicht.
Im Jahr 2020 erschien das neue SDI-Album "80s Metal Band" bei MDD-Records. Zum neuen Album wurden 4 Videos produziert (80s Metal Band, Freeride, Action, I hate you). Daniel Haverkamp verließ nach der Release-Show in Kassel die Band. Auf der anschließenden Europa-Tournee übernahm Chris Friedl die Gitarre. Im März 2020 war SDI die letzte Band auf Tournee in Spanien, als die weltweite Corona-Pandemie am Freitag, den 13. März 2020 zuschlug und allen Live-Aktivitäten zunächst ein Ende setzte.
Am 1. Oktober 2020 wurde das Album "Sign of the wicked" als Remaster wiederveröffentlicht (Tonmeisterei Oldenburg, Deutschland). Zu allen Songs des Albums wurden Videos produziert. Die Aufnahmen dazu fanden u. a. auch im Bastard-Club in Osnabrück satt, in dem die Band am 24. Oktober 2020 ein ausverkauftes Konzert unter "Hygiene"-Bedingungen spielte. Nach "Sign of the wicked" wird auch das Album "Mistreated" von der Tonmeisterei in Oldenburg remastert und am 30. April 2021 von MDD neu herausgebracht. Der Tonträger enthält auch zwei Neuaufnahmen von "I don't mind" und "In the ass", die die Band im Herbst 2020 eingespielt hat. Die Videos zur Neuveröffentlichung wurden zwischen Weihnachten und Neujahr 2020 aufgezeichnet. Eine überarbeitete Version von "Violence" eröffnet Anfang April 2021 die Serie von Videos zur Album-Wiederveröffentlichung.

## Diskografie
- 1986: Satan's Defloration Incorporated (Scratchcore)
- 1988: Sign of the Wicked (Scratchcore)
- 1989: Mistreated (Hot Blood)
- 2015: Bloodsucker Demo 1986 (FOAD)
- 2020: 80s Metal Band (MDD)